# SN 2008go
SN 2008go – supernowa typu Ia odkryta 22 października 2008 roku w galaktyce A221044-2047. W momencie odkrycia miała maksymalną jasność 18,80m.